# De Gouden Swipe (film)
De Gouden Swipe ("de gouden zweep") is de Friestalige verfilming uit 1996 van het gelijknamige boek van Abe Brouwer, onder regie van Steven de Jong. In de film speelden onder anderen Rense Westra, Steven de Jong en Maaike Schuurmans. Ondanks de korte tijd die was uitgetrokken voor de opnamen, 24 dagen, werd de film een groot succes. De titelsong In nije dei werd voor de band De Kast de landelijke doorbraak.

## Verhaal
Douwe Wallinga (Rense Westra) wint in de jaren dertig de meest felbegeerde Friese paardenrenprijs, de Gouden Swipe. Wanneer hij met zijn vriend en buurman Wilco thuis de overwinning viert, komt zijn zoon Ate (Steven de Jong) de overwinningsroes verstoren met de beschuldiging dat Wilco in ruil voor een lening aan zijn vader seks met zijn moeder heeft gehad. Ate trekt bij zijn oom Ids in. Lange tijd praten vader en zoon niet met elkaar, totdat Douwes vrouw toegeeft dat Ate gelijk had. De beide mannen verzoenen zich met elkaar, maar wanneer Ate verliefd wordt op de dochter van zijn vaders knecht ontstaat er weer een ruzie, die beslecht zal worden op de drafbaan. Ate wint de wedstrijd, waarna Douwe hem de hand schudt.

## Rolverdeling
| Acteur             | Personage      |
| ------------------ | -------------- |
| Steven de Jong     | Ate Wallinga   |
| Rense Westra       | Douwe Wallinga |
| Hilly Harms        |                |
| Pieter de Vries    |                |
| Maaike Schuurmans  | Janke Feikema  |
| Joop Wittermans    |                |
| Fokke de Vries     |                |
| Aly Bruinsma       |                |
| Wilbert Gieske     |                |
| Hidde Maas         |                |
| Bram van der Vlugt |                |